# 沙坑村 (嘉義縣)
23°31′46.4″N 120°31′10.1″E / 23.529556°N 120.519472°E
沙坑村是中華民國臺灣嘉義縣竹崎鄉轄下的行政區。位於嘉義縣東北方，北鄰嘉義縣竹崎鄉坑頭村，西南鄰竹崎鄉獅埜村，東接竹崎鄉復金村。
面積約3.8367平方公里，行政區包含12個鄰、291戶、人口數927人。聚落內的沙坑國小以及沙坑真武宮為該村景點。

## 地理
沙坑村位於竹崎鄉西北角，地形主要是淺山丘陵地，獅子頭溪為主要水系。年均溫大約27到28度，年雨量充沛，動植物生態豐富。
山地、丘陵間的小山谷或沖積扇頂稱為「坑」，因此與坑有關的地名，多分布在山間谷地或山腳下與平原交界處。

## 聚落歷史
沙坑村目前區域由下厝仔、沙坑、大竹圍、水坑仔、木柵寮以及羗仔寮六個聚落組成。

## 教育
沙坑村本區域內目前無設立國中，國小學區為沙坑國小與竹崎國小；國中學區為民雄鄉大吉國中。
沙坑村沙坑國小的創立於1955年，時為嘉義縣竹崎鄉義仁國民學校沙坑分班(一班)。1968年後改制為嘉義縣竹崎鄉沙坑國民小學。

## 文化資源/文化資產

### 信仰
沙坑村沙坑真武宮的主神為北極玄天上帝，位於嘉義縣竹崎鄉沙坑村水坑61號。寺廟的建立起源於康熙十三年 (西元1674年)時，閩粵兩省先民帶著玄天上帝的香火來台灣開墾，因為十分靈驗所以香火隨之鼎盛。於是在清朝嘉慶二十三年(西元1818年)，居民提議建廟，在水坑溪仔平奠基，並且在這一年完工，稱作真武宮。

## 其他特色

### 村里產業
早期以生產麻竹筍聞名，近年來，除麻竹筍外，改種柑橘、柳橙、荔枝、香蕉、火龍果、酪梨、龍眼、鳳梨、高接梨等。

### 技藝
本村沙坑國小設有優質國樂班，常受各級單位邀約表演，獎項非凡，成績優異。沙坑社區另有民俗技藝班「舞龍舞獅」團隊，為村里凝聚力的象徵。